# Cosmopterix orichalcea
Cosmopterix orichalcea — вид лускокрилих комах родини розкішних вузькокрилих молей (Cosmopterigidae).

## Поширення
Вид поширений в Європі (крім Балкан) та Північній Азії на схід до Японії включно. Присутній у фауні України.

## Опис
Розмах крил 9 мм.

## Спосіб життя
Метелики літають з серпня по травень. Личинки живляться листям злакових: Anthoxanthum odoratum, Festuca arundinacea, Hierochloe odorata, Milium, Phalaris arundinacea та Phragmites australis, утворючи міни. Вони воліють нижнє листя. Шахта має вигляд подовженої, досить неправильної плями. Більшість фрасу викидається, але решта, яка залишилася, зосереджена в декількох точках. Одна личинка утворює декілька мін.